# 杨秀清
杨秀清（1823年9月23日－1856年9月2日），原名嗣龙，广西桂平紫荆镇平隘新村（今东王冲）人，汉族客家人，原籍广东嘉应州。在其曾祖父之时，迁居到广西桂平市紫荆山平隘新村（今东王冲），依靠耕林烧炭为生。太平天国重要領袖之一，被天王洪秀全封為五王之一的东王，稱九千岁，專權無度。在1856年的「天京事變」中被洪秀全命韋昌輝、秦日綱等人所殺。
其封号全称為「真天命太平天国传天父上主皇上帝真神真圣旨劝慰师圣神上帝之风雷禾乃师赎病主左辅正军师后师殿中军兼右军东王九千岁」。

## 早年
楊秀清早年生活困苦，五歲父親去世，九歲母親去世，由伯父養大，失学不识字，以耕種、伐林和燒炭為生，一早加入拜上帝會。1848年春，拜上帝會的領導人之一馮雲山被清朝官府禁錮，洪秀全前往廣州營救。當時會內人心不穩，楊秀清假裝「天父下凡」（降乩）安撫信眾。事後馮雲山獲釋，洪秀全回到廣西後承認楊秀清可以「代天父傳言」，從此楊便進入拜上帝會領導層。

## 金田起義後
金田起義後，洪秀全在1851年封楊秀清為正軍師，同年封楊為東王，其他四王皆歸東王節制。自從南王馮雲山及西王蕭朝貴相繼戰死後，權力更加集中在楊秀清一人身上。
杨秀清是太平军由廣西進軍至南京的实际指挥者，战功显赫。當太平軍攻下南京後，天王洪秀全打算再攻取河南定都，而楊秀清則屬意建都南京，最後楊的意見被採納。1853年初攻克武昌，建都南京後，制定太平軍下一步戰略為太平天國北伐和太平天國西伐兩路並進。前者全軍覆沒，後者雖獲得有限戰略目標，然而未能盡殲清軍主力。
在太平天國前期，天王雖然地位在各王之上，然而在制度上是一個虛位元首，實際權力在正軍師東王楊秀清手上。楊秀清不識字，由東殿官吏協助處理文書，由楊負責決定。雖然軍政命令在形式上要由軍師奏請天王降旨，實際上由楊秀清決定，天王從不否決。此外，楊秀清多次假托「天父下凡」傳令，逼使天王聽從楊的命令。楊秀清隨著功高而變得骄横，与天王和其他諸王的矛盾逐渐加剧。

## 死亡
到1856年8月，楊秀清的野心進一步擴大，假借「天父下凡」要求洪秀全把他由「九千歲」封為「萬歲」，洪秀全假裝同意，為以示慶祝，颁封日推延至楊秀清生日（公曆當年9月23日）時正式封萬歲。洪秀全其後密詔，要领兵在外的北王韦昌辉、翼王石达开等人誅殺楊秀清。
韋昌輝在9月1日到天京，與燕王秦日綱在夜間入城，2日凌晨突襲東王府，杨秀清、其家人及大量東王部属被殺。在處理東王餘下部屬時，諸王設下了圈套，宣稱天王降詔指責北王及燕王在對付東王時過度濫殺，需要受杖四百，誘使大批東王部屬觀刑，取得他們信任及棄械後，乘機將他們全部殺害。屠殺並未因此而終止，不少人因與東王有些關係，甚至只是款待用膳，亦遭屠殺，死亡人數多達2萬餘，是為「天京之变」。
北王及燕王在同年被殺，後來洪秀全把杨秀清的「圖謀篡位」罪名平反。洪秀全追念楊秀清的功績，将其忌日定为“东王升天节”，又把自己第五子洪天佑過繼給楊秀清，稱為幼東王。

## 评价
楊秀清的戰略主張並非沒有缺點，諸如定都金陵，偏安江南，分兵北伐及西征以致分散太平軍有生力量。但他是一位雷厲風行，強而有力的政軍主事者，是太平軍不可缺的核心人物之一。李秀成的《李秀成自述》中可鮮明地看出他的影響：“東王佐政事，事事嚴整，立法安民……嚴嚴整整，民心佩服”，與天京之變之後的“人心改變，政事不一，各有一心，朝中之事，並未實托一人，人人各理一事”形成強烈對比。
楊秀清在上帝教與儒教問題上，亦預見當中的矛盾或會引發傳統士大夫勢力的反對。1854年眼見湘軍力量開始出現時，他假借上帝之口，要求承認儒教經典的基本美德，以圖緩和太平天國和傳統儒家的矛盾，這與太平天國多年來經營的批判孔孟宣傳大相脛庭，甚至直接违背洪秀全口述的天國異像。
由此可以窺見他的統御領導才能，但他亦因弄權而見誅。在楊秀清往後的日子中，他多次假借天父之口，侮辱諸王，甚至要諸王為他抬轎、深宵傳召宣詔、甚至當眾苛斥洪秀全、對諸王用刑，這些舉動最終引起反彈。
楊秀清死後，洪秀全雖繼續維持軍師制，但對外姓諸王不再信任，大權牢牢為洪秀全及其同姓兄長把持，軍師成一虛位之職，導致翼王石达开出走，太平天國自此走向衰亡。

## 其他
今南京瞻园，即为杨秀清东王府旧址，现园内设立太平天国历史博物馆。

## 影视形象
| 演員   | 作品     | 年份 | 类型   |
| 黃日華 | 太平天國 | 1988 | 電視劇 |
| 張志忠 | 太平天國 | 2000 | 電視劇 |